# Закржевський Юліан Федорович
Юліан Федорович Закржевський (рос. Юлиан Фёдорович Закржевский; 17 вересня 1852, Косів — 25 квітня 1915, Казань) — український оперний і камерний співак (тенор), педагог.

## Життєпис
Народився в Галичині. Початкову музичну освіту здобув у Ставропігійській бурсі у Львові, співав там у хорі. Потім вивчав сольний спів у Львівській консерваторії (1867—1871, клас професора К. Мікулі). Пізніше удосконалювався в Венеції у професора Піццолатті.
У 1870 р. разом з О. Мишугою співав у хоровому товаристві «Торбан» («Теорбан»),  яким керував композитор А. Вахнянин. Після виступів 1871 р. в оперному театрі у Кракові  співака запросили на роль Йонтека в опері «Галька» С. Монюшка.
У 1871 році дебютував у Празі (спочатку в чеській, а потім німецькій трупах). В наступні роки виступав у Венеції (1874), знову в Празі, Львові, Кракові та Варшаві (1876).
У 1878—1882 рр. — соліст Київської опери, у 1882—1884 — Большого театру у Москві. Пізніше Закржевський виступав в губернських містах Російської імперії: в Казані (1888—1891, 1898 і 1901), Саратові (1892), Пермі (1897—1898), Харкові, Астрахані, Нижньому Новгороді (1885). У 1901 році в Казані відзначив 30-річний ювілей своєї артистичної діяльності.
У 1907 через втрату голосу співак був змушений покинути сцену. Останні роки життя жив в Казані, де давав приватні уроки співу. У числі його учнів був Ф. Ернст. В останні роки свого життя бідував і хворів. У 1913 казанські можновладці не дозволили концерт на користь Закревського, посилаючись на те, що співак свого часу допомагав революціонерам.

## Творчість
Володів високим сильним голосом красивого тембру, захоплював слухачів драматичною виразністю співу. Особливе обдарування співака проявилися в драматичних і трагедійних партіях, яких у його репертуарі було понад 50. Пропагував у Росії та Західній Європі українську музику, зокрема народні пісні та романси галицьких композиторів.

## Партії
- Рауль, Іоанн Лейденський («Гугеноти», «Пророк» Дж. Меєрбера)
- Єлеазар («Жидівка» Ф. Галеві)
- Манріко, Радамес («Трубадур», «Аїда» Дж. Верді)
- Хозе («Кармен» Ж. Бізе)
- Йонтек («Галька» С. Монюшко)
- Герман («Пікова дама» П. Чайковського)
- Собінін («Життя за царя» М. Глинки).